# Gerson Gonçalves
Gerson Henriques Gonçalves, detto Lukeni (Luanda, 29 marzo 1996), è un cestista angolano.

## Carriera
Con l'Angola ha disputato i Campionati mondiali del 2019 e due edizioni dei Campionati africani (2017, 2021).